# Turismo na Sérvia

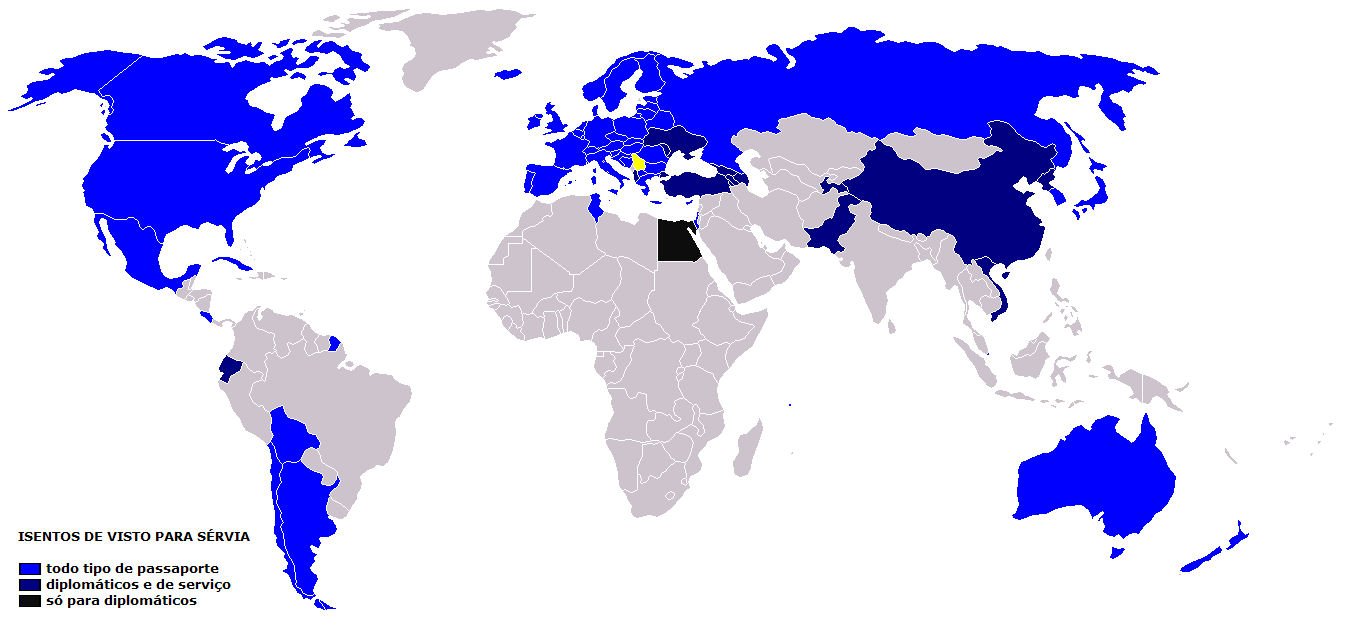
Países cujos cidadãos não precisam de visto para visitar a Sérvia.

O turismo na Sérvia beseia-se maioritariamente nas montanhas e nas aldeias. Os resorts mais conhecidos nas montanhas são os de Zlatibor, Kopaonik, e o de Tara. Também existem inúmeros spas na Sérvia, dos quais um dos maiores é o Vrnjačka Banja. Também existe um turismo expressivo em Belgrado e Novi Sad (a capital da província) Vojvodina, bem como no Festival Exit e o festival de trompetes de Guča.